# Martin, Tennessee
Martin är en ort i Weakley County i Tennessee. Orten har fått sitt namn efter markägaren William Martin. Martin är säte för University of Tennessee at Martin.